# Тимохинон
Тимохино́н (2-изопропил-5-метил-1,4-бензохинон) — фитохимическое соединение, содержащееся в таких растения, как чернушка посевная, чернушка дамасская, монарда дудчатая, посконник коноплёвый, можжевельник обыкновенный, в некоторых растениях семейства Яснотковые, и других.
В чистом виде представляет собой ярко-жёлтое кристаллическое соединение. Впервые был синтезирован в 1910 году путём окисления тимола перекисью водорода.
Тимохинон как биологически активный компонент масла чёрного тмина рассматривается в качестве обладающего широким спектром фармакологической активности, в том числе нейропротекторным действием, а также как возможное средство для лечения COVID-19.
В научных работах последнего десятилетия описывались противовоспалительные, антиоксидантные, антигипертензивные, антиастматические, антидиабетические, противоопухолевые свойства тимохинона.